# Clubiona umbilensis
Clubiona umbilensis este o specie de păianjeni din genul Clubiona, familia Clubionidae, descrisă de Roger de Lessert în anul 1923. Conform Catalogue of Life specia Clubiona umbilensis nu are subspecii cunoscute.